# Aldo Canazza
Aldo Canazza (Stanghella, Padua, Véneto, 4 de enero de 1908 – Pianoro, Bolonia, 21 de octubre de 2002) fue un ciclista italiano que combinó la pista con la carretera. Fue profesional entre 1929 y 1941. En su palmarés destacan tres victorias en el Giro del Veneto (1930, 1931 y 1934).

## Palmarés
- 1927
  - La Popolarissima
- 1930
  - 1º en el Giro del Veneto
- 1931
  - 1º en el Giro del Veneto
- 1934
  - 1º en el Giro del Veneto
  - 1º en el Giro de Romagna
  - 1º en el Critérium de Apertura
  - 1º en la Coppa San Geo

### Resultados al Giro de Italia
- 1929. 51.º de la clasificación general
- 1931. 17º de la clasificación general
- 1932. 52.º de la clasificación general
- 1933. 31.º de la clasificación general
- 1934. Abandona
- 1935. Abandona

### Resultados al Tour de Francia
- 1932: Abandona (10a etapa)